# Gustav Wiedemann

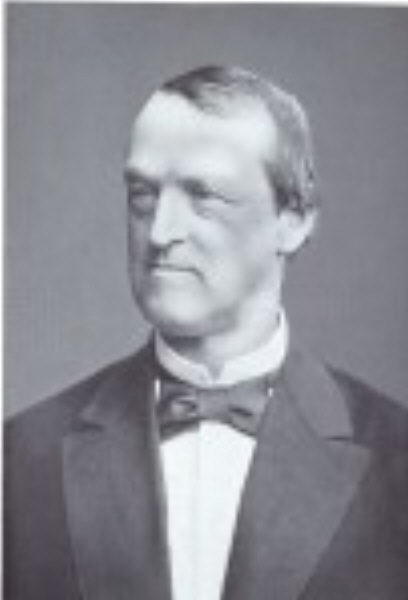
Gustav Wiedemann 1860ca Basel

Gustav Heinrich Wiedemann (ur. 2 października 1826, zm. 24 marca 1899) – niemiecki fizyk, znany dzięki jego pracy piśmienniczej oraz prawu noszącego jego nazwisko.

## Życiorys

### Edukacja
Wiedemann urodził się w Berlinie. Po ukończeniu nauki w gimnazjum w Kolonii wstąpił na uniwersytet w Berlinie w 1844 r., gdzie trzy lata później uzyskał stopień doktora. Jego rozprawa poświęcona była chemii organicznej (uznawał, że nauka chemii jest niezbędnym wstępem do zgłębiania fizyki, co było jego celem). W Berlinie, w domu Heinricha Gustava Magnusa zawarł znajomość z Hermannem von Helmholtzem. Był również jednym z założycieli Berlińskiego Towarzystwa Fizycznego.

### Kariera akademicka
W 1854 roku wyjechał z Berlina i przyjął stanowisko profesora fizyki na Uniwersytecie Bazylejskim. Po dziewięciu latach przeniósł się na Politechnikę w Brunszwiku a w 1866 roku na Uniwersytet w Karlsruhe. W 1871 przejął katedrę chemii fizycznej na Uniwersytecie w Lipsku. Uwaga, którą poświęcił chemii we wcześniejszym etapie kariery pozwoliła mu objąć to stanowisko, ale bardziej satysfakcjonująca okazała się praca w 1887 roku, kiedy został przeniesiony do profesury fizyki. 
W 1853 roku wraz z Rudolfem Franzem odkrył prawo Wiedemanna-Franza dotyczące związku między przewodnością cieplną i elektryczną metali. Spostrzegli, że dla wielu metali stosunek współczynników: przewodnictwa cieplnego i przewodnictwa elektrycznego jest w przybliżeniu jednakowy (w 1881 roku duński fizyk Ludwig Lorenz stwierdził, że stosunek ten jest proporcjonalny do temperatury bezwzględnej).
Gustav Wiedemann zmarł w Lipsku 24 marca 1899.

### Rodzina
Jego najstarszy syn, Eilhard Ernst Gustav, urodzony w Berlinie 1 sierpnia 1852 został profesorem fizyki w Erlandzko-Norymberskim Uniwersytecie Fryderyka Aleksandra w 1886 roku, a jego młodszy syn Alfred, urodzony w Berlinie 18 lipca 1856 został mianowany profesorem nadzwyczajnym egiptologii w Bonn w 1892 roku.

## Publikacje
W 1877 roku przejął funkcję edytora w czasopiśmie Annalen der Physik und Chemie po Johannie Poggendorffie, tym samym rozpoczynając serię tego naukowego periodyku, która jest popularnie cytowana jako Wied. Ann.. Kolejną monumentalną pracą, za którą był odpowiedzialny był Die Lehre van der Elektricitat lub, jak to nazywano w pierwszej kolejności, Lehre von Galvanismus und Elektromagnetismus (Nauka o galwanizmie i elektromagnetyzmie). Książka ta jest niezrównaną pod względem dokładności i kompletności. Pierwsze jej wydanie ukazało się w 1861 roku – czwarte, poprawione i powiększone zostało ukończone na krótko przed śmiercią autora.

## Badania naukowe
Dane Wiedemanna dotyczące przewodności cieplnej różnych metali były przez długo czas najbardziej wiarygodnymi dostępnymi fizykom a jego badania dotyczące oporu właściwego rtęci ukazały niezwykłe umiejętności w dziedzinie badań ilościowych. 
Prowadził szereg badań w dziedzinie magnetyzmu, które doprowadziły do odkrycia wielu interesujących zjawisk, przy czym niektóre zostały odkryte ponownie przez innych. Między innymi dotyczyły one związków między magnetycznymi a mechanicznymi właściwościami magnetycznych metali, zależności właściwości magnetycznych ciał złożonych od ich składu chemicznego a także ciekawych podobieństw między prawami mechanicznego skręcania i magnetyzmu. Badał również zjawisko osmozy i opór elektryczny elektrolitów.